# V.Premier League 2017-2018 (femminile)
La V.Premier League 2017-2018, 51ª edizione della massima serie del campionato giapponese femminile di pallavolo, si è svolta dal 21 ottobre 2017 al 17 marzo 2018: al torneo hanno partecipato 8 squadre di club giapponesi e la vittoria finale è andata per la sesta volta alle Hisamitsu Springs.

## Regolamento
Le otto squadre si sono affrontate in un girone all'italiana, dove ogni squadra ha affrontato ciascuna delle altre formazioni tre volte, per un totale di ventuno giornate; al termine della regular season:
- le prime sei classificate acceduto ai play-off scudetto, strutturato in un girone all'italiana in gara singola, dove ciascuna squadra ha ottenuto un bonus da 5 a 0 punti in funzione della posizione di classifica raggiunta al termine della regular season. Al termine della Final Six la prima classificata ha avuto direttamente accesso alla finale, disputata in doppio confronto, con eventuale golden set in caso di una vittoria per parte, contro la vincente della semifinale (anch'essa disputata in doppio confronto) fra la seconda e la terza classificata.

### Criteri di classifica
Se il risultato finale è stato di 3-0 o 3-1 sono stati assegnati 3 punti alla squadra vincente e 0 a quella sconfitta, se il risultato finale è stato di 3-2 sono stati assegnati 2 punti alla squadra vincente e 1 a quella sconfitta.
L'ordine del posizionamento in classifica è stato definito in base a:
- Punti;
- Numero di partite vinte;
- Ratio dei set vinti/persi;
- Ratio dei punti realizzati/subiti.
- Classifica avulsa.

## Squadre partecipanti
- Ageo Medics
- Denso Airybees
- Hisamitsu Springs
- Hitachi Rivale
- JT Marvelous
- NEC Red Rockets
- Toray Arrows
- Toyota Queenseis

## Torneo

### Regular season

#### Primo round
| Prima giornata |                                   |     |                                   |
|                |                                   |     |                                   |
| 21-10          | NEC Red Rockets-Hisamitsu Springs | 0-3 | 14-25, 19-25, 9-25                |
| 21-10          | Denso Airybees-Ageo Medics        | 1-3 | 22-25, 25-23, 21-25, 22-25        |
| 22-10          | Hitachi Rivale-JT Marvelous       | 2-3 | 25-23, 25-15, 26-28, 16-25, 14-16 |
| 22-10          | Toyota Queenseis-Toray Arrows     | 3-0 | 25-19, 25-13, 25-22               |

| Seconda giornata |                                 |     |                                   |
|                  |                                 |     |                                   |
| 28-10            | NEC Red Rockets-Ageo Medics     | 3-0 | 25-16, 25-17, 25-20               |
| 28-10            | Hitachi Rivale-Toyota Queenseis | 0-3 | 15-25, 25-27, 26-28               |
| 28-10            | Hisamitsu Springs-JT Marvelous  | 3-2 | 23-25, 23-25, 28-26, 25-13, 15-13 |
| 28-10            | Denso Airybees-Toray Arrows     | 3-1 | 20-25, 26-24, 25-19, 25-23        |

| Terza giornata |                                  |     |                            |
|                |                                  |     |                            |
| 29-10          | Toyota Queenseis-Ageo Medics     | 1-3 | 14-25, 22-25, 25-21, 24-26 |
| 29-10          | Hitachi Rivale-NEC Red Rockets   | 3-1 | 25-23, 18-25, 25-19, 25-23 |
| 29-10          | Hisamitsu Springs-Denso Airybees | 3-1 | 21-25, 25-22, 25-20, 25-19 |
| 29-10          | JT Marvelous-Toray Arrows        | 3-1 | 25-20, 17-25, 25-16, 25-23 |

| Quarta giornata |                                 |     |                            |
|                 |                                 |     |                            |
| 04-11           | NEC Red Rockets-JT Marvelous    | 3-1 | 23-25, 25-20, 25-19, 25-16 |
| 04-11           | Denso Airybees-Toyota Queenseis | 1-3 | 25-19, 19-25, 21-25, 22-25 |
| 04-11           | Hitachi Rivale-Ageo Medics      | 0-3 | 20-25, 18-25, 23-25        |
| 04-11           | Toray Arrows-Hisamitsu Springs  | 0-3 | 16-25, 22-25, 16-25        |

| Quinta giornata |                                  |     |                                   |
|                 |                                  |     |                                   |
| 05-11           | NEC Red Rockets-Toyota Queenseis | 0-3 | 21-25, 23-25, 22-25               |
| 05-11           | Denso Airybees-JT Marvelous      | 2-3 | 25-16, 25-11, 20-25, 23-25, 11-15 |
| 05-11           | Hisamitsu Springs-Hitachi Rivale | 3-0 | 25-18, 25-15, 25-16               |
| 05-11           | Toray Arrows-Ageo Medics         | 3-1 | 19-25, 25-23, 25-18, 25-10        |

| Sesta giornata |                               |     |                            |
|                |                               |     |                            |
| 11-11          | NEC Red Rockets-Toray Arrows  | 0-3 | 21-25, 13-25, 18-25        |
| 11-11          | Denso Airybees-Hitachi Rivale | 3-1 | 25-11, 25-21, 22-25, 25-18 |
| 11-11          | Ageo Medics-Hisamitsu Springs | 1-3 | 25-20, 25-27, 18-25, 18-25 |
| 11-11          | Toyota Queenseis-JT Marvelous | 0-3 | 19-25, 21-25, 15-25        |

| \| Settima giornata \| \| \| \| \| \| \| \| \| \| 12-11 \| Hitachi Rivale-Toray Arrows \| 2-3 \| 15-25, 25-16, 23-25, 25-19, 13-15 \| \| 12-11 \| NEC Red Rockets-Denso Airybees \| 2-3 \| 25-19, 24-26, 23-25, 25-21, 10-15 \| \| 12-11 \| Ageo Medics-JT Marvelous \| 3-2 \| 25-19, 25-22, 15-25, 17-25, 15-11 \| \| 12-11 \| Toyota Queenseis-Hisamitsu Springs \| 0-3 \| 17-25, 19-25, 12-25 \| |                                    |     |                                   |
| Settima giornata |                                    |     |                                   |
| |                                    |     |                                   |
| 12-11 | Hitachi Rivale-Toray Arrows        | 2-3 | 15-25, 25-16, 23-25, 25-19, 13-15 |
| 12-11 | NEC Red Rockets-Denso Airybees     | 2-3 | 25-19, 24-26, 23-25, 25-21, 10-15 |
| 12-11 | Ageo Medics-JT Marvelous           | 3-2 | 25-19, 25-22, 15-25, 17-25, 15-11 |
| 12-11 | Toyota Queenseis-Hisamitsu Springs | 0-3 | 17-25, 19-25, 12-25               |

#### Secondo round
| Ottava giornata |                                  |     |                                   |
|                 |                                  |     |                                   |
| 18-11           | Hisamitsu Springs-Denso Airybees | 3-1 | 25-20, 22-25, 25-23, 25-18        |
| 18-11           | NEC Red Rockets-Ageo Medics      | 3-0 | 25-21, 25-18, 25-20               |
| 18-11           | Toyota Queenseis-Toray Arrows    | 2-3 | 23-25, 25-21, 25-23, 22-25, 16-18 |
| 18-11           | Hitachi Rivale-JT Marvelous      | 0-3 | 21-25, 21-25, 19-25               |

| Nona giornata |                                   |     |                                   |
|               |                                   |     |                                   |
| 19-11         | Denso Airybees-Ageo Medics        | 3-1 | 21-25, 25-14, 25-21, 25-18        |
| 19-11         | NEC Red Rockets-Hisamitsu Springs | 0-3 | 24-26, 24-26, 19-25               |
| 19-11         | Toray Arrows-JT Marvelous         | 1-3 | 14-25, 25-23, 18-25, 24-26        |
| 19-11         | Toyota Queenseis-Hitachi Rivale   | 2-3 | 20-25, 26-24, 25-18, 22-25, 10-15 |

| Decima giornata |                                 |     |                            |
|                 |                                 |     |                            |
| 25-11           | Ageo Medics-Hisamitsu Springs   | 1-3 | 13-25, 26-24, 21-25, 25-27 |
| 25-11           | Hitachi Rivale-Toray Arrows     | 1-3 | 21-25, 25-20, 21-25, 25-27 |
| 25-11           | NEC Red Rockets-JT Marvelous    | 1-3 | 19-25, 23-25, 25-22, 21-25 |
| 25-11           | Denso Airybees-Toyota Queenseis | 3-0 | 25-22, 26-24, 25-20        |

| Undicesima giornata |                                  |     |                                  |
|                     |                                  |     |                                  |
| 26-11               | Ageo Medics-Toray Arrows         | 0-3 | 17-25, 22-25, 22-25              |
| 26-11               | Hisamitsu Springs-Hitachi Rivale | 3-1 | 19-25, 25-19, 25-16, 25-15       |
| 26-11               | Toyota Queenseis-NEC Red Rockets | 3-2 | 18-25, 25-18, 25-22, 23-25, 15-8 |
| 26-11               | Denso Airybees-JT Marvelous      | 0-3 | 15-25, 22-25, 21-25              |

| Dodicesima giornata |                                |     |                                   |
|                     |                                |     |                                   |
| 02-12               | NEC Red Rockets-Toray Arrows   | 3-0 | 25-21, 25-20, 25-14               |
| 02-12               | Hitachi Rivale-Denso Airybees  | 3-2 | 26-24, 16-25, 17-25, 25-17, 15-13 |
| 02-12               | JT Marvelous-Hisamitsu Springs | 1-3 | 26-24, 22-25, 16-25, 23-25        |
| 02-12               | Toyota Queenseis-Ageo Medics   | 3-2 | 22-25, 26-24, 16-25, 25-20, 15-13 |

| Tredicesima giornata |                                    |     |                            |
|                      |                                    |     |                            |
| 03-12                | Toray Arrows-Denso Airybees        | 3-1 | 25-17, 23-25, 25-22, 25-9  |
| 03-12                | Hitachi Rivale-NEC Red Rockets     | 1-3 | 15-25, 25-21, 16-25, 18-25 |
| 03-12                | Hisamitsu Springs-Toyota Queenseis | 3-0 | 25-22, 25-20, 25-13        |
| 03-12                | JT Marvelous-Ageo Medics           | 3-0 | 25-16, 25-21, 25-18        |

| \| Quattordicesima giornata \| \| \| \| \| \| \| \| \| \| 09-12 \| NEC Red Rockets-Denso Airybees \| 1-3 \| 15-25, 25-21, 22-25, 22-25 \| \| 09-12 \| Ageo Medics-Hitachi Rivale \| 3-0 \| 25-17, 25-18, 25-22 \| \| 09-12 \| JT Marvelous-Toyota Queenseis \| 3-0 \| 25-22, 25-22, 25-21 \| \| 09-12 \| Hisamitsu Springs-Toray Arrows \| 3-1 \| 22-25, 25-23, 25-19, 25-16 \| |                                |     |                            |
| Quattordicesima giornata |                                |     |                            |
| |                                |     |                            |
| 09-12 | NEC Red Rockets-Denso Airybees | 1-3 | 15-25, 25-21, 22-25, 22-25 |
| 09-12 | Ageo Medics-Hitachi Rivale     | 3-0 | 25-17, 25-18, 25-22        |
| 09-12 | JT Marvelous-Toyota Queenseis  | 3-0 | 25-22, 25-22, 25-21        |
| 09-12 | Hisamitsu Springs-Toray Arrows | 3-1 | 22-25, 25-23, 25-19, 25-16 |

#### Terzo round
| Quindicesima giornata |                                    |     |                                  |
|                       |                                    |     |                                  |
| 10-12                 | NEC Red Rockets-Hitachi Rivale     | 3-2 | 32-30, 20-25, 26-28, 25-14, 15-9 |
| 10-12                 | Ageo Medics-Denso Airybees         | 0-3 | 29-31, 20-25, 22-25              |
| 10-12                 | Toray Arrows-JT Marvelous          | 0-3 | 22-25, 18-25, 14-25              |
| 10-12                 | Hisamitsu Springs-Toyota Queenseis | 3-2 | 25-16, 27-29, 25-19, 28-30, 15-6 |

| Sedicesima giornata |                                  |     |                                   |
|                     |                                  |     |                                   |
| 06-01               | JT Marvelous-Toyota Queenseis    | 3-1 | 25-18, 18-25, 25-19, 25-23        |
| 06-01               | Ageo Medics-Toray Arrows         | 1-3 | 23-25, 25-20, 14-25, 22-25        |
| 06-01               | NEC Red Rockets-Denso Airybees   | 2-3 | 18-25, 25-19, 24-26, 25-21, 12-15 |
| 06-01               | Hisamitsu Springs-Hitachi Rivale | 3-0 | 25-20, 25-22, 25-22               |

| Diciassettesima giornata |                                   |     |                                   |
|                          |                                   |     |                                   |
| 07-01                    | Ageo Medics-JT Marvelous          | 2-3 | 25-23, 16-25, 25-17, 19-25, 13-15 |
| 07-01                    | Toyota Queenseis-Toray Arrows     | 3-2 | 25-15, 20-25, 25-15, 18-25, 15-11 |
| 07-01                    | Denso Airybees-Hitachi Rivale     | 3-0 | 25-22, 25-21, 25-16               |
| 07-01                    | NEC Red Rockets-Hisamitsu Springs | 0-3 | 17-25, 25-27, 15-25               |

| Diciottesima giornata |                                |     |                                   |
|                       |                                |     |                                   |
| 13-01                 | Ageo Medics-Toyota Queenseis   | 2-3 | 21-25, 19-25, 25-23, 25-9, 14-16  |
| 13-01                 | Toray Arrows-Denso Airybees    | 2-3 | 21-25, 25-22, 25-11, 21-25, 20-22 |
| 13-01                 | Hisamitsu Springs-JT Marvelous | 3-0 | 25-18, 25-22, 25-21               |
| 14-01                 | Ageo Medics-Hitachi Rivale     | 3-0 | 25-22, 25-22, 25-19               |

| Diciannovesima giornata |                                  |     |                                   |
|                         |                                  |     |                                   |
| 14-01                   | Hisamitsu Springs-Denso Airybees | 3-0 | 25-19, 25-16, 25-17               |
| 20-01                   | NEC Red Rockets-Toray Arrows     | 3-0 | 25-13, 25-17, 25-23               |
| 20-01                   | Hitachi Rivale-JT Marvelous      | 3-2 | 16-25, 26-24, 25-19, 25-27, 15-12 |
| 20-01                   | Toyota Queenseis-Denso Airybees  | 3-0 | 25-15, 25-22, 25-21               |

| Ventesima giornata |                                 |     |                                   |
|                    |                                 |     |                                   |
| 21-01              | NEC Red Rockets-Ageo Medics     | 2-3 | 25-12, 25-20, 21-25, 29-31, 11-15 |
| 21-01              | Toyota Queenseis-Hitachi Rivale | 3-0 | 25-16, 25-14, 25-19               |
| 27-01              | Ageo Medics-Hisamitsu Springs   | 0-3 | 16-25, 21-25, 21-25               |
| 27-01              | Toray Arrows-Hitachi Rivale     | 1-3 | 19-25, 25-23, 19-25, 18-25        |

| \| Ventunesima giornata \| \| \| \| \| \| \| \| \| \| 27-01 \| NEC Red Rockets-Toyota Queenseis \| 1-3 \| 26-28, 25-16, 16-25, 20-25 \| \| 27-01 \| JT Marvelous-Denso Airybees \| 1-3 \| 27-25, 23-25, 20-25, 19-25 \| \| 28-01 \| Toray Arrows-Hisamitsu Springs \| 0-3 \| 18-25, 15-25, 15-25 \| \| 28-01 \| JT Marvelous-NEC Red Rockets \| 2-3 \| 23-25, 25-19, 28-26, 22-25, 11-15 \| |                                  |     |                                   |
| Ventunesima giornata |                                  |     |                                   |
| |                                  |     |                                   |
| 27-01 | NEC Red Rockets-Toyota Queenseis | 1-3 | 26-28, 25-16, 16-25, 20-25        |
| 27-01 | JT Marvelous-Denso Airybees      | 1-3 | 27-25, 23-25, 20-25, 19-25        |
| 28-01 | Toray Arrows-Hisamitsu Springs   | 0-3 | 18-25, 15-25, 15-25               |
| 28-01 | JT Marvelous-NEC Red Rockets     | 2-3 | 23-25, 25-19, 28-26, 22-25, 11-15 |

#### Classifica
| Pos. | Squadra           | Pt | G  | V  | P  | SV | SP | Ratio | PF   | PS   | Ratio |
| ---- | ----------------- | -- | -- | -- | -- | -- | -- | ----- | ---- | ---- | ----- |
| 1.   | Hisamitsu Springs | 61 | 21 | 21 | 0  | 63 | 11 | 5.727 | 1819 | 1445 | 1.259 |
| 2.   | JT Marvelous      | 40 | 21 | 13 | 8  | 50 | 34 | 1.471 | 1872 | 1794 | 1.043 |
| 3.   | Toyota Queenseis  | 32 | 21 | 11 | 10 | 41 | 40 | 1.025 | 1752 | 1772 | 0.989 |
| 4.   | Denso Airybees    | 32 | 21 | 11 | 10 | 42 | 41 | 1.024 | 1832 | 1835 | 0.998 |
| 5.   | NEC Red Rockets   | 26 | 21 | 8  | 13 | 36 | 45 | 0.800 | 1775 | 1769 | 1.003 |
| 6.   | Toray Arrows      | 24 | 21 | 8  | 13 | 33 | 47 | 0.702 | 1687 | 1790 | 0.942 |
| 7.   | Ageo Medics       | 22 | 21 | 7  | 14 | 32 | 48 | 0.667 | 1695 | 1815 | 0.934 |
| 8.   | Hitachi Rivale    | 15 | 21 | 5  | 16 | 25 | 56 | 0.446 | 1662 | 1874 | 0.887 |

| Qualificate ai play-off scudetto |

### Play-off

#### Final 6
| Risultati |                                    |     |                                   |
|           |                                    |     |                                   |
| 10-02     | Hisamitsu Springs-Toyota Queenseis | 3-2 | 25-23, 17-25, 22-25, 25-22, 18-16 |
| 10-02     | JT Marvelous-Toray Arrows          | 3-1 | 18-25, 25-22, 25-15, 25-23        |
| 10-02     | Denso Airybees-Toyota Queenseis    | 3-2 | 23-25, 21-25, 25-21, 25-22, 15-9  |
| 11-02     | Hisamitsu Springs-Toray Arrows     | 3-1 | 25-22, 22-25, 25-16, 25-19        |
| 11-02     | JT Marvelous-Toyota Queenseis      | 3-2 | 25-22, 25-16, 15-25, 10-25, 15-11 |
| 17-02     | Hisamitsu Springs-NEC Red Rockets  | 3-1 | 25-18, 19-25, 25-20, 25-23        |
| 17-02     | JT Marvelous-Denso Airybees        | 3-0 | 25-23, 25-15, 25-18               |
| 17-02     | Toyota Queenseis-Toray Arrows      | 1-3 | 25-23, 19-25, 23-25, 16-25        |

| Risultati |                                  |     |                            |
|           |                                  |     |                            |
| 18-02     | Hisamitsu Springs-Denso Airybees | 3-1 | 25-19, 18-25, 30-28, 25-15 |
| 18-02     | JT Marvelous-NEC Red Rockets     | 3-1 | 23-25, 25-22, 26-24, 25-17 |
| 24-02     | Toyota Queenseis-NEC Red Rockets | 3-0 | 25-14, 25-21, 25-21        |
| 24-02     | Denso Airybees-Toray Arrows      | 3-0 | 25-21, 29-27, 25-19        |
| 24-02     | Hisamitsu Springs-JT Marvelous   | 0-3 | 22-25, 20-25, 17-25        |
| 25-02     | NEC Red Rockets-Toray Arrows     | 3-0 | 25-19, 25-16, 25-21        |
| 25-02     | Toyota Queenseis-Denso Airybees  | 3-1 | 25-20, 25-22, 16-25, 25-13 |

| Pos. | Squadra           | Pt tot | Bonus | Pt | G | V | P | SV | SP | Ratio | PF  | PS  | Ratio |
| ---- | ----------------- | ------ | ----- | -- | - | - | - | -- | -- | ----- | --- | --- | ----- |
| 1.   | JT Marvelous      | 18     | 4     | 14 | 5 | 5 | 0 | 15 | 4  | 3,750 | 432 | 387 | 1,116 |
| 2.   | Hisamitsu Springs | 16     | 5     | 11 | 5 | 4 | 1 | 12 | 8  | 1,500 | 455 | 441 | 1,032 |
| 3.   | Toyota Queenseis  | 11     | 3     | 8  | 5 | 2 | 3 | 11 | 10 | 1,100 | 459 | 431 | 1,065 |
| 4.   | Denso Airybees    | 7      | 2     | 5  | 5 | 2 | 3 | 8  | 11 | 0,727 | 411 | 433 | 0,949 |
| 5.   | NEC Red Rockets   | 5      | 1     | 4  | 5 | 1 | 4 | 7  | 12 | 0,583 | 407 | 433 | 0,940 |
| 6.   | Toray Arrows      | 3      | 0     | 3  | 5 | 1 | 4 | 5  | 13 | 0,385 | 388 | 427 | 0,909 |

| Qualificata alla finale | Qualificata alla semifinale |

#### Finali
|  | Semifinali | Semifinali        | Semifinali        | Semifinali | Semifinali |  |  | Finale | Finale            | Finale            | Finale | Finale |  |
|  |            |                   |                   |            |            |  |  |        |                   |                   |        |        |  |
|  |            |                   |                   |            |            |  |  | 1      | JT Marvelous      | JT Marvelous      | 0      | 0      |  |
|  | 2          | Hisamitsu Springs | Hisamitsu Springs | 3          | 3          |  |  |        | Hisamitsu Springs | Hisamitsu Springs | 3      | 3      |  |
|  | 3          | Toyota Queenseis  | Toyota Queenseis  | 0          | 0          |  |  |        |                   |                   |        |        |  |

| Semifinale |                                    |     |                     |
|            |                                    |     |                     |
| 03-03      | Hisamitsu Springs-Toyota Queenseis | 3-0 | 25-22, 25-23, 25-22 |
| 04-03      | Hisamitsu Springs-Toyota Queenseis | 3-0 | 25-17, 25-20, 25-12 |

| Finale |                                |     |                     |
|        |                                |     |                     |
| 10-03  | JT Marvelous-Hisamitsu Springs | 0-3 | 9-25, 20-25, 21-25  |
| 17-03  | JT Marvelous-Hisamitsu Springs | 0-3 | 14-25, 21-25, 20-25 |

## Premi individuali
| Premio                                           | Giocatore           | Squadra           |
| ------------------------------------------------ | ------------------- | ----------------- |
| MVP                                              | Yuki Ishii          | Hisamitsu Springs |
| Miglior allenatore                               | Shingo Sakai        | Hisamitsu Springs |
| Miglior spirito combattivo                       | Brankica Mihajlović | JT Marvelous      |
| Miglior esordiente                               | Ai Kurogo           | Toray Arrows      |
| Miglior realizzatrice                            | Neriman Özsoy       | Toyota Queenseis  |
| Miglior attaccante                               | Foluke Akinradewo   | Hisamitsu Springs |
| Miglior muro                                     | Erika Araki         | Toyota Queenseis  |
| Miglior servizio                                 | Yuka Kanasugi       | JT Marvelous      |
| Miglior ricevitrice                              | Risa Shinnabe       | Hisamitsu Springs |
| Miglior difesa                                   | Yuki Ishii          | Hisamitsu Springs |
| Sestetto ideale                                  | Yuki Ishii          | Hisamitsu Springs |
| Sestetto ideale                                  | Foluke Akinradewo   | Hisamitsu Springs |
| Sestetto ideale                                  | Brankica Mihajlović | JT Marvelous      |
| Sestetto ideale                                  | Misaki Tanaka       | JT Marvelous      |
| Sestetto ideale                                  | Neriman Özsoy       | Toyota Queenseis  |
| Sestetto ideale                                  | Erika Araki         | Toyota Queenseis  |
| Miglior libero                                   | Mako Kobata         | JT Marvelous      |
| Premio d'onore (230 partite in V.Premier League) | Moemi Toi           | Hitachi Rivale    |
| Premio Yasutaka Matsudaira                       | Shingo Sakai        | Hisamitsu Springs |
| Miglior GM                                       | Masato Nagata       | Denso Airybees    |
| Premio d'onore (record giapponesi)               | Risa Shinnabe       | Hisamitsu Springs |
| Premio d'onore (record giapponesi)               | Yuka Kanasugi       | JT Marvelous      |

## Classifica finale
| Pos | Squadra           | Verdetto                        |
| --- | ----------------- | ------------------------------- |
| 1   | Hisamitsu Springs | Al campionato asiatico per club |
| 2   | JT Marvelous      |                                 |
| 3   | Toyota Queenseis  |                                 |
| 4   | Denso Airybees    |                                 |
| 5   | NEC Red Rockets   |                                 |
| 6   | Toray Arrows      |                                 |
| 7   | Ageo Medics       |                                 |
| 8   | Hitachi Rivale    |                                 |

## Statistiche
| Rendimento individuale | Rendimento individuale | Rendimento individuale | Rendimento individuale |
| Pos.                   | Nome                   | Punti                  | Squadra                |
| ---------------------- | ---------------------- | ---------------------- | ---------------------- |
| 1                      | Neriman Özsoy          | 580                    | Toyota Queenseis       |
| 2                      | Kenia Carcaces         | 560                    | Ageo Medics            |
| 3                      | Brankica Mihajlović    | 524                    | JT Marvelous           |
| 4                      | Kadie Rolfzen          | 355                    | Toray Arrows           |
| 5                      | Mari Horikawa          | 341                    | Toray Arrows           |
| 6                      | Sarina Koga            | 332                    | NEC Red Rockets        |
| 7                      | Yurie Nabeya           | 330                    | Denso Airybees         |
| 8                      | Foluke Akinradewo      | 318                    | Hisamitsu Springs      |
| 9                      | Yuki Ishii             | 313                    | Hisamitsu Springs      |
| 10                     | Miwako Osana           | 291                    | Hitachi Rivale         |

| Attacchi vincenti | Attacchi vincenti   | Attacchi vincenti | Attacchi vincenti |
| Pos.              | Nome                | Punti             | Squadra           |
| ----------------- | ------------------- | ----------------- | ----------------- |
| 1                 | Neriman Özsoy       | 519               | Toyota Queenseis  |
| 2                 | Kenia Carcaces      | 513               | Ageo Medics       |
| 3                 | Brankica Mihajlović | 479               | JT Marvelous      |
| 4                 | Mari Horikawa       | 301               | Toray Arrows      |
| 5                 | Kadie Rolfzen       | 300               | Toray Arrows      |
| 6                 | Sarina Koga         | 286               | NEC Red Rockets   |
| 7                 | Yurie Nabeya        | 285               | Denso Airybees    |
| 8                 | Yuki Ishii          | 278               | Hisamitsu Springs |
| 9                 | Miwako Osana        | 277               | Hitachi Rivale    |
| 10                | Foluke Akinradewo   | 240               | Hisamitsu Springs |

| Muri vincenti | Muri vincenti     | Muri vincenti | Muri vincenti     |
| Pos.          | Nome              | Punti         | Squadra           |
| ------------- | ----------------- | ------------- | ----------------- |
| 1             | Christiane Fürst  | 67            | Denso Airybees    |
| 2             | Erika Araki       | 66            | Toyota Queenseis  |
| 3             | Mai Okumura       | 54            | JT Marvelous      |
| 4             | Foluke Akinradewo | 53            | Hisamitsu Springs |
| 4             | Aika Akutagawa    | 53            | JT Marvelous      |
| 6             | Cursty Jackson    | 48            | Hitachi Rivale    |
| 7             | Neriman Özsoy     | 42            | Toyota Queenseis  |
| 8             | Nanami Inoue      | 38            | Toray Arrows      |
| 9             | Kana Ōno          | 36            | Toray Arrows      |
| 10            | Kadie Rolfzen     | 35            | Toray Arrows      |

| Battute vincenti | Battute vincenti    | Battute vincenti | Battute vincenti  |
| Pos.             | Nome                | Punti            | Squadra           |
| ---------------- | ------------------- | ---------------- | ----------------- |
| 1                | Erika Araki         | 29               | Toyota Queenseis  |
| 2                | Yurie Nabeya        | 28               | Denso Airybees    |
| 3                | Foluke Akinradewo   | 25               | Hisamitsu Springs |
| 4                | Ai Kurogo           | 24               | Toray Arrows      |
| 5                | Misaki Tanaka       | 21               | JT Marvelous      |
| 6                | Brankica Mihajlović | 20               | JT Marvelous      |
| 6                | Kadie Rolfzen       | 20               | Toray Arrows      |
| 6                | Mizuho Ishida       | 20               | Denso Airybees    |
| 9                | Neriman Özsoy       | 19               | Toyota Queenseis  |
| 10               | Mari Horikawa       | 18               | Toray Arrows      |

NB: I dati sono riferiti esclusivamente alla regular season.